# Michal Vrba
Michal Vrba (* 25. června 1976 Chlumec nad Cidlinou) je český spisovatel, tiskař a prozaik, též učitel společenských věd a vystřídal řadu dělnických profesí.

## Životopis
Dětství prožil v Hlušicích. Vyučil se v královéhradeckém ČKD, jeho spolužáky byli např. sportovci Jaroslav Kudrna či Marek Kulič. Poté studoval nástavbu v Novém Bydžově a pak obor čeština – občanská nauka na Univerzitě Jana Evangelisty Purkyně v Ústí nad Labem. Pracoval sedm let jako učitel, pak ale odjel do Skotska, kde se živil jako přístavní dělník v balírně krevet a řidič nákladního auta. Po návratu pracoval v Praze jako dopravní zpravodaj, nyní je obchodním zástupcem malé rodinné tiskárny a od roku 2018 pracuje i pro chlumecké rybářství. 
V roce 2014 vydal vlastním nákladem pro své kamarády sbírku povídek Hontolini, poté dopsal psychologickou novelu Prak odehrávající se v Protektorátu Čechy a Morava a přátelé ho vyzvali, aby rukopis zkusil poslat nějakým nakladatelům. Po několika odmítnutích se rukopis dostal k redaktorovi Arga Miloši Urbanovi, který novelu doporučil k vydání.
Žije v Novém Bydžově, je rozvedený, má dva syny, Matyáše a Mikuláše.

## Dílo
- Hontolini, vlastním nákladem, 2014 – povídky
- Prak, Argo, 2016 – novela
- Kolem Jakuba, Argo, 2019 – povídky, nominace na cenu Magnesia Litera 2020, 3.cena ČLF
- Za oknem, antologie, nakl. Prostor, 2020, povídka Dotyk
- Země skrytých úsměvů, nakl. Hejkal, 2020, povídka Curriculum vitae
- Zeptej se ďábla, nakl.Host, 2021 – román, 3.cena ČLF